# Egoli: Place of Gold
Egoli: Place of Gold est un feuilleton télévisé sud-africain en 4 706 épisodes de 25 minutes, créé par Franz Marx et diffusé entre le 6 avril 1992 et le 31 mars 2010 sur M-Net.
Ce feuilleton est inédit dans tous les pays francophones.

## Synopsis
Ce feuilleton reprend les classiques des soap operas, mêlant affaires de cœur, luttes pour le pouvoir, trahisons et scandales. Il voit se télescoper les vies de membres de plusieurs familles (Edwards, Vorster), qu'elles soient issues de la haute-bourgeoisie, des milieux de la finance ou encore de la classe moyenne (une partie d'entre eux travaillant pour la firme Walco, une société de production de voitures dirigée par la famille Edwards).

## Distribution
- Christine Basson (af) : Nora Roelofse Naudé
- Brümilda van Rensburg (en)	: Louwna Roelofse Vorster Edwards von Badenburg Edwards
- Shaleen Surtie-Richards (en) : Ester « Nenna » Willemse
- Hennie Smit (af) : Albertus « Bertie » Roelofse
- David Rees (en) : Niek Naudé
- Tiffany Kelly : Sonet Vorster Naudé
- Hannah Botha (en) : Elsa du Plessis Pienaar
- David Vlok (en) : Timothy « Tim » Herholdt Vorster
- Thoko Ntshinga (en) : Donna Makaula

## Commentaires
Ce soap opera est produit dans les deux langues les plus utilisées dans le pays (anglais et afrikaans). Il doit son nom à la ville de Johannesbourg (où se déroule l'intrigue), baptisée Egoli (la ville de l'or) en sotho du Sud.
Le 3 décembre 1999, le feuilleton devient la première émission de télévision sud-africaine (tous genres confondus) à passer le cap symbolique des 2 000 épisodes. En 2009, le feuilleton a dépassé le cap des 4 500 épisodes, loin devant l'autre feuilleton à succès de la télévision sud-africaine, Sewende Laan.
Créé par Franz Marx (qui en assure toujours la production en 2009), le feuilleton a vu les débuts d'acteur de Steve Hofmeyr (acteur et chanteur sud-africain). Des personnalités sud-africaines (Cliff Simon) et étrangères (Samantha Fox, Jerry Springer, Joan Collins, Helmut Lotti) y ont également fait de courtes apparitions.